# 워릭 (로드아일랜드주)

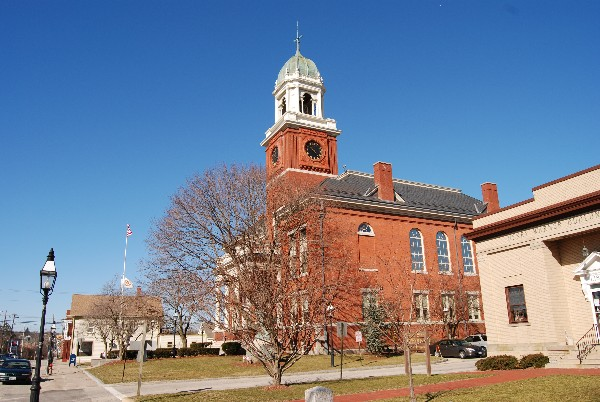

워릭(Warwick)은 미국 동북부 로드아일랜드주에 있는 도시이다. 로드아일랜드주 중앙부에 위치하며, 주도 프로비던스 남쪽에 위치해 있다. 프로비던스 다음가는 로드아일랜드주 제2의 도시이다. 2010년 인구 조사에서 인구는 82,672 명이며, 2000년의 85,808 명보다 3.7% 감소했지만, 주내 제2위이다. 2000년 이후 시장은 스콧 아베디시안이 맡고 있다. 1642년에 사무엘 고턴이 설립한 워릭은 미국 역사의 주요 사건을 목격했다.
워릭은 필립 왕 전쟁(1675년 -1676년) 때 인구가 격감했고, 미국 독립 전쟁 때 영국의 스쿠너 선 가스페의 첫 번째 총격이 열린 장소였다. 워릭은 독립 전쟁에서 조지 워싱턴 장군에 이어 부사령관이었던 나다니엘 그린 장군과 남북 전쟁 때 게티스버그 전투에서 영웅이 된 조지 S. 그린 장군의 탄생지였다. 워릭은 로드아일랜드의 주요 공항인 T.F. 그린 공항이 있고, 프로비던스 대도시에 공동 이용, 매사추세츠주 보스턴의 제너럴 에드워드 로렌스 로건 국제공항의 대체 공항 역할을 수행하고 있다. 또한 로드아일랜드주 육군방위군 제43헌병 여단 기지도 있다.

## 역사
워릭은 내러갠셋 족 인디언의 대수장 마이안토노미가 왐펌(조개 구슬) 144 파솜(263m)을 받는 것에 동의한 1642년에, 사무엘 고턴에 의해 설립되었다. 이것은 "샤와멧 매입"이라고 했다. 이 매입은 현재의 코번트리와 웨스트 워릭의 마을도 포함되어 있었다. 그러나 이 매입은 분쟁없이 진행된 것은 아니었다. 지역에 있던 사코노노코과 펌햄 두 명의 수장의 승인을 얻지 않고 마이안토노미가 땅을 팔았다고 주장했다. 2명의 수장은 매사추세츠 만 식민지 보스턴에 고발하여, 그 땅을 매사추세츠의 통치 하에 두었다. 1643년, 매사추세츠는 민병대를 샤와멧에 파견하여 고턴과 추종자를 체포하려 했다. 격렬한 대립 후 고턴의 지지자 중 3명을 제외하고 전원이 매사추세츠 부대에 항복했다. 이 사건이 계기로 내러갠셋 만에 있던 다른 3개의 도시(프로비던스, 포츠머스와 뉴 포트)가 합동으로 내러간셋 만의 도시에 로드아일랜드 식민지 및 프로비던스 플랜테이션 식민지를 형성하는 왕실 칙허를 얻었다.

## 인구
| 인구조사              | 인구   | Note  | %±     |
| --------------------- | ------ | ----- | ------ |
| 1830년                | 5,529  |       | —      |
| 1840년                | 6,726  |       | 21.6%  |
| 1850년                | 7,740  |       | 15.1%  |
| 1860년                | 8,916  |       | 15.2%  |
| 1870년                | 10,453 |       | 17.2%  |
| 1880년                | 12,164 |       | 16.4%  |
| 1890년                | 17,761 |       | 46.0%  |
| 1900년                | 21,316 |       | 20.0%  |
| 1910년                | 26,629 |       | 24.9%  |
| 1920년                | 13,481 |       | −49.4% |
| 1930년                | 23,196 |       | 72.1%  |
| 1940년                | 28,757 |       | 24.0%  |
| 1950년                | 43,028 |       | 49.6%  |
| 1960년                | 68,504 |       | 59.2%  |
| 1970년                | 83,694 |       | 22.2%  |
| 1980년                | 87,123 |       | 4.1%   |
| 1990년                | 85,427 |       | −1.9%  |
| 2000년                | 85,808 |       | 0.4%   |
| 2010년                | 82,672 |       | −3.7%  |
| 2019 (추산)           | 81,004 | [ 1 ] | −2.0%  |
| U.S. Decennial Census |        |       |        |

## 날씨
| 워릭의 기후              | 워릭의 기후 | 워릭의 기후 | 워릭의 기후 | 워릭의 기후 | 워릭의 기후 | 워릭의 기후 | 워릭의 기후 | 워릭의 기후 | 워릭의 기후 | 워릭의 기후 | 워릭의 기후 | 워릭의 기후 | 워릭의 기후  |
| 월                       | 1월         | 2월         | 3월         | 4월         | 5월         | 6월         | 7월         | 8월         | 9월         | 10월        | 11월        | 12월        | 연간         |
| ------------------------ | ----------- | ----------- | ----------- | ----------- | ----------- | ----------- | ----------- | ----------- | ----------- | ----------- | ----------- | ----------- | ------------ |
| 일평균 최고 기온 °F (°C) | 35 (2)      | 37 (3)      | 44 (7)      | 55 (13)     | 68 (20)     | 75 (24)     | 80 (27)     | 78 (26)     | 71 (22)     | 62 (17)     | 50 (10)     | 39 (4)      | 58 (15)      |
| 일평균 최저 기온 °F (°C) | 21 (−6)     | 23 (−5)     | 30 (−1)     | 37 (3)      | 48 (9)      | 57 (14)     | 62 (17)     | 60 (16)     | 53 (12)     | 42 (6)      | 33 (1)      | 26 (−3)     | 41 (5)       |
| 평균 강수량 인치 (mm)    | 3.9 (99)    | 3.5 (89)    | 4 (100)     | 3.8 (97)    | 3.4 (86)    | 3.1 (79)    | 3.2 (81)    | 3.9 (99)    | 3.3 (84)    | 3.4 (86)    | 4 (100)     | 3.9 (99)    | 43.4 (1,099) |
| 출처: Weatherbase        |             |             |             |             |             |             |             |             |             |             |             |             |              |